# 撒砂婆婆
撒沙婆婆是住在寂靜竹林的日本奈良縣傳說妖怪。
當有路人經過竹林道路裡突然碰到驚人的沙塵，等冷靜下來往四周看時卻什麼蹤跡也沒有，便是撒沙婆婆所做的事。。